# Exaltados
Pour le jeu de rôle, voir Exaltés.

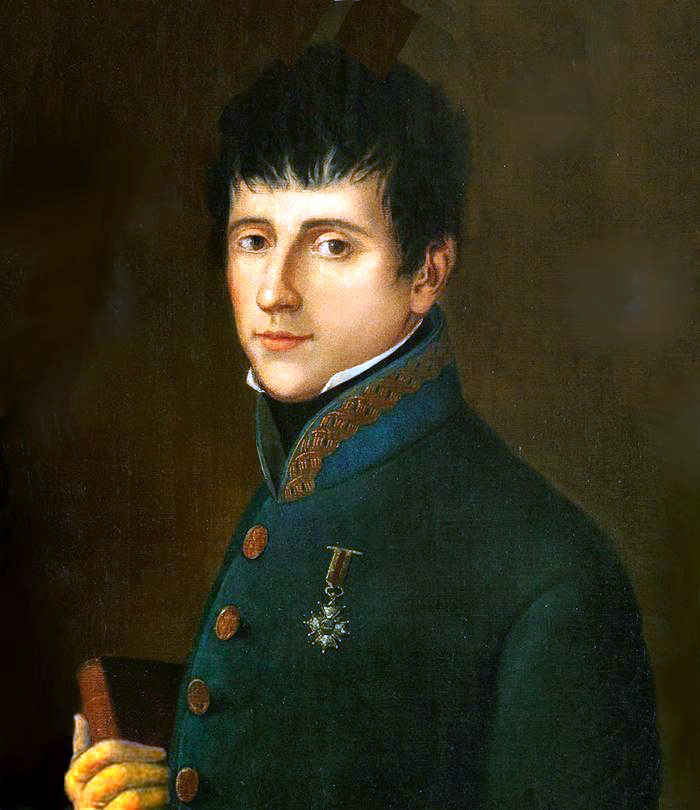
Rafael del Riego, dont le pronunciamiento marqua le début du Triennat libéral, fut acclamé par les exaltados comme le héroe de las Cabezas, le héros de las Cabezas (de San Juan) (en référence à la localité gaditane où il fit sa proclamation).

Les exaltados (littéralement « exaltés », en espagnol) ou veinteañistas (en référence à l’année 1820) sont les libéraux les plus progressistes durant le règne de Ferdinand VII d’Espagne — en particulier à partir du Triennat libéral —, par opposition au libéraux dits moderados (« modérés ») ou doceañistas (en référence à 1812), plus conservateurs.
L’historien Juan Francisco Fuentes souligne que cette division, à peine perceptible dans un premier temps, « serait l’un des faits les plus importants du Triennat libéral, si bien que la lutte politique qui marqua l'histoire de cette période ne pourrait être comprise sans l'affrontement entre moderados et exaltados, représentants de l'aile la plus conservatrice et progressiste, respectivement, du libéralisme espagnol ». Comme l’indique Alberto Gil Novales, « Aucune de ces tendances n’en viendra à se constituer comme un parti politique, bien qu’elle les prépare ».
Les hommes politiques exaltados les plus notables furent Antonio Alcalá Galiano, Francisco Javier de Istúriz, José María Moreno de Guerra, José María Calatrava, Juan Romero Alpuente, Juan Palarea, Francisco de Paula Fernández Gascó y Álvaro Flórez Estrada.
Au cours du règne d'Isabelle II, les exaltados et leurs héritiers formèrent le Parti progressiste et s’opposèrent au Parti modéré, si bien que les partisans de ce dernier continuèrent d’être désignés de la même manière tandis que les premiers furent alors appelés « progressistes ».

## Histoire
Ce qu'on commença à appeler partido exaltado (« parti exalté ») dans la presse et dans les réunions publiques s'identifiait au libéralisme de militants de base, celui des comités locaux qui s'étaient constitués dans les villes pendant la révolution de 1820 ; ils étaient composés avant tout des personnes les plus radicales issues des classes populaires, moyennes radicales et de l'Armée  elle-même, « dont les revendications de changement dépassaient, dans certains cas, ce que représentait le nouveau pouvoir constitué » détenu par ceux qu'on appelait moderados (« modérés »), pour leur part « favorables d'administration avec modération le pouvoir reçu du roi en mars 1820 ».
Exaltés et modérés partageaient le même projet politique : celui, formulé par les Cortes de Cadix, de mettre fin à la monarchie absolue et à l' Ancien Régime pour les remplacer par un nouveau régime libéral, tant politiquement qu'économiquement. Ils divergeaient essentiellement quant à la stratégie à suivre pour atteindre cet objectif commun. Comme le reconnut José Canga Argüelles dans ses mémoires : « la différence entre ceux qu'on appelait exaltados et moderados dans les tribunaux ne résidait pas dans les principes constitutifs de l'ordre établi, mais dans le choix des moyens pour le soutenir ». Les modérés considéraient que la « révolution » était déjà terminée et qu'il fallait garantir « l'ordre » et la « stabilité », en essayant d'intégrer les anciennes classes dominantes, comme la noblesse (en faisant des compromis avec elles) ; Les exaltados pensaient qu'il était nécessaire de continuer de développer la « révolution » avec des mesures recherchant le soutien des classes populaires tandis que les moderados préféraient garantir l'ordre et la stabilité en intégrant par des compromis les anciennes classes dominantes — singulièrement la noblesse —,.
Ils avaient également une appréciation différente de la Constitution de 1812. Les exaltés étaient partisans de la maintenir telle qu'elle avait été approuvée par les Cortes de Cadix, tandis que les modérés voulaient réformer dans un sens restrictif, en introduisant le suffrage censitaire et une deuxième chambre où l'aristocratie territoriale serait représentée, pour jouer le rôle de contrepoids au Congrès des députés.Ainsi, « le bicamérisme finirait par devenir l'un des grands chevaux de bataille entre exaltés et modérés au cours du Triennat. Les premiers considéraient que toute mention d’une Chambre haute était le symptôme d’un conservatisme inacceptable, cependant que les seconds entendaient que la Chambre haute s'avérait indispensable pour calmer les assauts « démocratiques » de la Chambre populaire ».
Le premier conflit entre modérés et exaltés eut lieu lorsque le gouvernement décida le 4 août 1820 de dissoudre « l'Armée de l'Île », c'est-à-dire l'armée qui avait réalisé le pronunciamiento qui avait mis fin à l'absolutisme. La raison de cette mesure était la méfiance du parti modéré envers la figure de Rafael del Riego, qui était salué par les exaltés comme le « héros de las Cabezas » (de San Juan), car ils craignaient qu'un front d'opposition au gouvernement important pourrait s'articuler autour de lui,,.

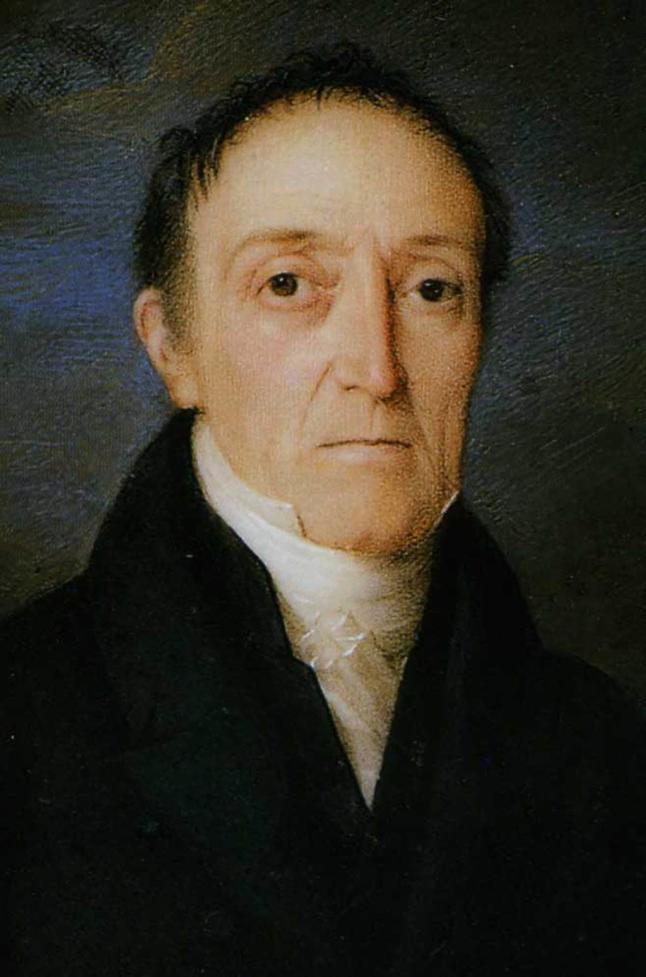
Álvaro Flórez Estrada, un membre éminent des « exaltés ». Il défendit les sociétés patriotiques lors du débat qui aux Cortes sur la proposition des « modérés » de les interdire.

La rupture définitive entre modérés et exaltés eut lieu en octobre 1820, lors du débat aux Cortes sur la proposition d'interdire les sociétés patriotiques (es),. Les modérés les considéraient « plus comme un danger pour l'ordre public que comme un allié dans la défense de l'ordre constitutionnel », point de vue des exaltados, et aussi comme « une sorte de contre-pouvoir illégitime que les exaltés utilisaient pour contrecarrer leur faible représentation au Parlement ». Les modérés craignaient qu'ils deviennent l'équivalent des clubs jacobins radicaux de la Révolution française. Ce contraste dans la perception des sociétés patriotiques répondait à la « conception différente qu'avaient les modérés et les exaltés de la base sociale sur laquelle devait reposer le libéralisme espagnol. Pour les premiers, la solidité du régime dépendait du soutien dont il disposerait auprès des classes propriétaires et moyennes : bourgeoisie, aristocratie foncière, classes moyennes professionnelles [...] [L]es sociétés patriotiques pouvaient l'être, de par leur caractère ouvert et participatif., une voie d'entrée des classes populaires dans la vie politique. [...] Pour les députés exaltés, au contraire, les sociétés patriotiques étaient un instrument fondamental pour créer une véritable opinion publique en Espagne, la « reine des nations », comme l'avait décrite le député aragonais Romero Alpuente., » Finalement les modérés parvinrent à faire approuver par les Cortes un décret promulgué le 21 octobre 1820 dont le premier article disait : « Les réunions d'individus constitués et réglementés par eux-mêmes, sous les noms de sociétés, confédérations, comités patriotiques ou toute autre sans autorité publique, n'étant pas nécessaires à l'exercice de la liberté de parler des affaires politiques, cesseront naturellement en conformité avec les lois interdisant ces corporations ». On leur permit néanmoins de continuer d'agir sans se constituer en tant que telles et sous la responsabilité des autorités locales, qui pouvaient les suspendre à tout moment — ce qui fut à l'origine de multiples conflits par la suite —.

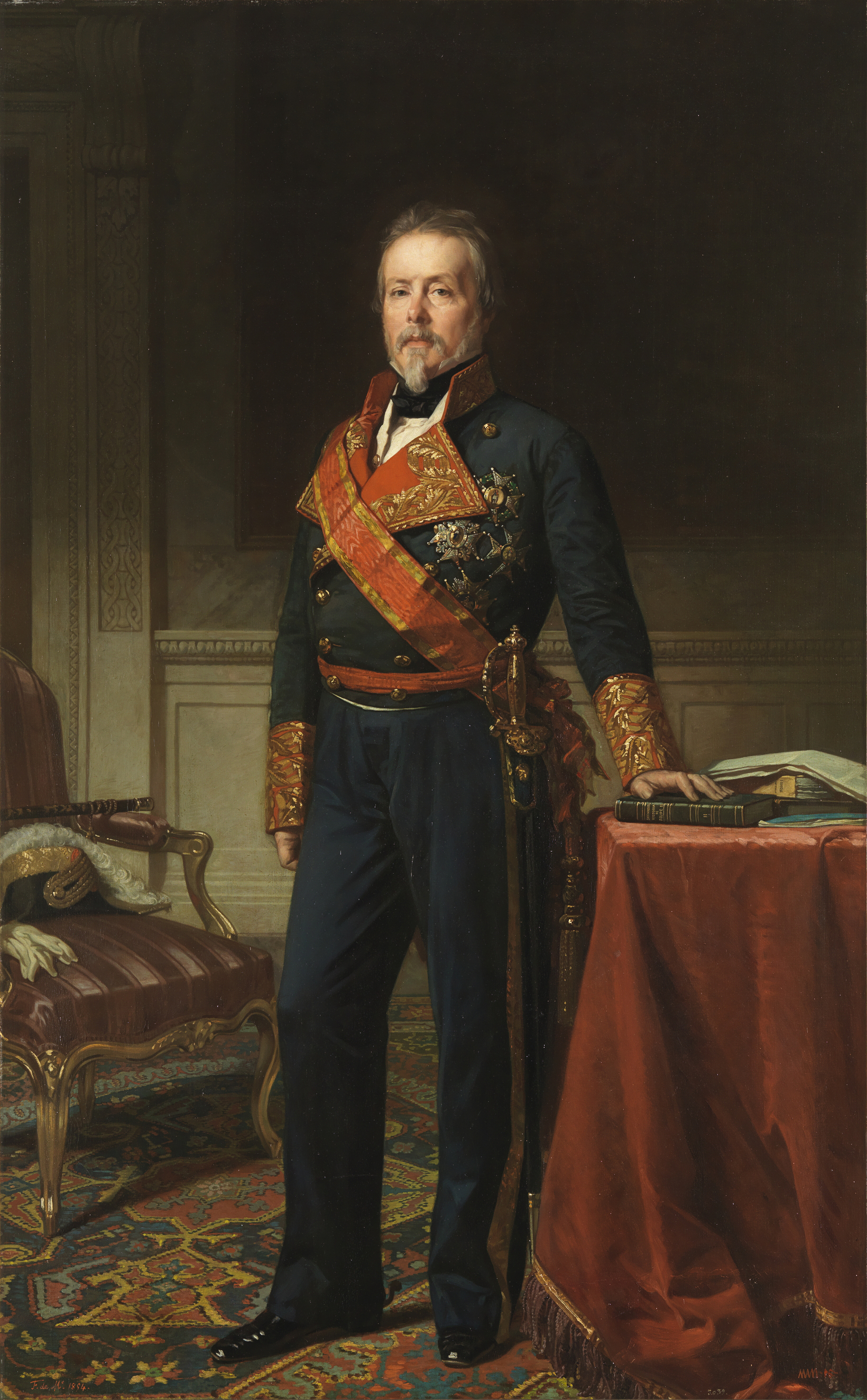
Evaristo Fernández de San Miguel. Il dirigea le gouvernement « exalté » formé en août 1822.

Au lendemain du décret sur les sociétés patriotiques, les Cortès en approuvèrent un autre sur la liberté de la presse qui creusa une fois de plus la division entre modérés et exaltés puisque ces derniers estimaient que la régulation des « abus » la restreignait considérablement. Un autre motif d'affrontement entre les deux camps fut la Milice nationale, que les seconds souhaitèrent transformée en instrument révolutionnaire (« la Patrie armée ») tandis que les premiers souhaitaient qu'elles soit un garant de l'ordre public dans lequel l'indiscipline et l'insubordination devaient être sanctionnés afin de préserver son efficacité et ses capacités organisationnelles.[réf. nécessaire]
Outre les Cortes, c'est dans la presse que la confrontation entre modérés et exaltés fut le plus visible. Parmi les journaux « exaltés » se distinguaient El Conservador (malgré son titre), El Eco de Padilla, El Amigo del Pueblo, El Espectador, La Tercerola et, surtout, El Zurriago (qui atteignit un tirage de plus de 6 000 exemplaires). Le journal politico-satirique La Periodicomanía (héritier de La Diarrea de las imprentas publié pendant les Cortes de Cadix) était également proche des « exaltés ».
La division entre exaltés et modérés se manifesta également au sein de la franc-maçonnerie – la seule société secrète existant en Espagne  à laquelle de nombreux hommes politiques libéraux étaient affiliés. En janvier 1821, un groupe de francs-maçons apparentés aux exaltés rompit avec la franc-maçonnerie officielle, dominée par les « modérés » et fonda la société secrète de la Comunería, dont les membres seraient connus sous le nom de comuneros ou fils de Padilla. . Selon Antonio Alcalá Galiano, la charbonnerie « soutenait les doctrines et l'intérêts de la faction exaltée ». Son organe de presse non officiel était le journal qui portait le nom significatif d' El Eco de Padilla (« L'Écho de [Juan de] Padilla ») et son symbole la couleur pourpre de l' étendard de Castille hissé lors de la Révolte des Communautés, qui était sa référence historique,.
Parmi les exaltés les plus éminents figuraient le colonel Antonio Quiroga, Francisco Javier de Istúriz, Espoz y Mina, Juan Romero Alpuente, José María Calatrava, Álvaro Flórez Estrada, Juan Álvarez Mendizábal, Evaristo Fernández de San Miguel et Antonio Alcalá Galiano..